# Giovanni Blanchet
Giovanni Blanchet (fl. XX secolo) è stato un mezzofondista italiano.
Tesserato per la Società Sportiva Ercole di Palermo, vinse il primo campionato siciliano di podismo nel 1907, il Giro di Catania nelle edizioni del 1908 e 1909 ed il Giro podistico internazionale di Castelbuono nel 1912 e 1913.

## Altre competizioni internazionali
1912
- Oro al Giro podistico internazionale di Castelbuono ( Castelbuono)

1913
- Oro al Giro podistico internazionale di Castelbuono ( Castelbuono)